# Liste der Baudenkmäler in Oberau
Auf dieser Seite sind die Baudenkmäler in der oberbayerischen Gemeinde Oberau zusammengestellt. Diese Tabelle ist eine Teilliste der Liste der Baudenkmäler in Bayern. Grundlage ist die Bayerische Denkmalliste, die auf Basis des Bayerischen Denkmalschutzgesetzes vom 1. Oktober 1973 erstmals erstellt wurde und seither durch das Bayerische Landesamt für Denkmalpflege geführt wird. Die folgenden Angaben ersetzen nicht die rechtsverbindliche Auskunft der Denkmalschutzbehörde.

## Baudenkmäler nach Straßen
| Lage                                 | Objekt                             | Beschreibung | Akten-Nr.     | Bild                               |
| ------------------------------------ | ---------------------------------- | --- | ------------- | ---------------------------------- |
| Alte Ettaler Straße (Standort)       | Straßenbrücke                      | Steinerne Bogenbrücke mit oben liegender Fahrbahn, um 1629. | D-1-80-126-10 | Straßenbrücke                      |
| Alte Ettaler Straße 33 (Standort)    | Villa Edel                         | Zweigeschossiger Flachsatteldachbau mit verputztem Erdgeschoss, blockbauartigem Obergeschoss, Trauf- und Giebellauben, in historistischen Formen, von Florian Edel 1905. | D-1-80-126-12 | weitere Bilder                     |
| Am Kirchbichl 6 (Standort)           | Kapelle St. Georg                  | Kleiner barocker Saalbau mit Zwiebeldachreiter, spätgotischer Westteil, um 1660 nach Osten verlängert und barockisiert; mit Ausstattung                                  | D-1-80-126-2  | weitere Bilder                     |
| Nähe Ettaler Straße (Standort)       | Lourdesgrotte                      | Mehrstöckige aufwendige Grottenanlage, 1910. | D-1-80-126-11 | Lourdesgrotte                      |
| Hauptstraße 7 (Standort)             | Ehemaliges Bauernhaus              | Zweigeschossiger Flachsatteldachbau mit zweiseitig umlaufender Laube, Zier- und Vorbund, Ende 17. Jahrhundert.                                                           | D-1-80-126-3  | Ehemaliges Bauernhaus              |
| bei Hauptstraße 10 (Standort)        | Stadel                             | Bundwerkstadel mit massivem Erdgeschoss, Flachsatteldach und Hochtenne, 2. Hälfte 18. Jahrhundert.                                                                       | D-1-80-126-4  | Stadel                             |
| Kirchweg 6 (Standort)                | Katholische Pfarrkirche St. Ludwig | Historisierender Saalbau mit offenem Dachstuhl und westlichem Sattelturm, 1868–1873, 1938 umgestaltet und erweitert; mit Ausstattung                                     | D-1-80-126-1  | Katholische Pfarrkirche St. Ludwig |
| Münchner Straße 8 (Standort)         | Gasthaus zur Post                  | Stallstadel, ehemaliger Wirtschaftsteil eines Gasthofs, Flachsatteldachbau mit Hochtenne und Traufbundwerk über massivem Erdgeschoss, um 1800.                           | D-1-80-126-5  | Gasthaus zur Post                  |
| Nähe Werdenfelser Straße (Standort)  | Kapellen-Bildstock                 | kleiner Satteldachbau mit Putzgliederung, 19. Jahrhundert; mit Ausstattung.                                                                                              | D-1-80-126-8  | Kapellen-Bildstock                 |
| Werdenfelser Straße 21/22 (Standort) | Ehemaliges Maut- und Schulhaus     | zweigeschossiger Walmdachbau mit Putzgliederung, um 1760, nach 1910 im Westabschnitt verändert.                                                                          | D-1-80-126-9  | Ehemaliges Maut- und Schulhaus     |

## Ehemalige Baudenkmäler
In diesem Abschnitt sind Objekte aufgeführt, die früher einmal in der Denkmalliste eingetragen waren, jetzt aber nicht mehr. Objekte, die in anderem Zusammenhang also z. B. als Teil eines Baudenkmals weiter eingetragen sind, sollen hier nicht aufgeführt werden. Aktennummern in diesem Abschnitt sind ehemalige, jetzt nicht mehr gültige Aktennummern.

| Lage                     | Objekt        | Beschreibung                                   | Akten-Nr.    | Bild          |
| ------------------------ | ------------- | ---------------------------------------------- | ------------ | ------------- |
| Schmiedeweg 1 (Standort) | Traufbundwerk | am Wirtschaftsteil, 2. Hälfte 18. Jahrhundert. | D-1-80-126-6 | Traufbundwerk |
| Schmiedeweg 5 (Standort) | Traufbundwerk | Ende 18. Jahrhundert.                          | D-1-80-126-7 | Traufbundwerk |